# Mundspalte
Als Mundspalte (lateinisch Rima oris) bezeichnet man die von den Lippen umschlossene Öffnung des Mundes. Die Oberlippe (Labium superius) mit ihrem Amorbogen grenzt beidseits seitlich im Mundwinkel (Angulus oris) an die Unterlippe (Labium inferius). Der Übergang von Ober- zu Unterlippe wird als Commissura labiorum bezeichnet.
Gelegentlich wird auch die Lippenspalte als Mundspalte bezeichnet.
Die Bewegungen der Mundspalte erfolgen durch Anteile der mimischen Muskulatur. Den Verschluss bewirkt der in die Lippen eingelagerte Musculus orbicularis oris. Infolge der weichen Lippen kann der Verschluss auch um einen Gegenstand herum erfolgen, was Voraussetzung für das Saugen ist. Die Öffnung der Mundspalte erfolgt passiv durch Abwärtsbewegung des Unterkiefers beidseits im Kiefergelenk. Die Abwärtsbewegung von Unterlippe und Mundwinkeln besorgen Unterlippenniederzieher (Musculus depressor labii inferioris), Mundwinkelniederzieher (Musculus depressor anguli oris) und Halshautmuskel. Die seitliche Verlagerung des Mundwinkels und damit das Breitziehen der Mundspalte wird durch den Halshautmuskel und den großen Jochbeinmuskel (Musculus zygomaticus major) realisiert, der Lachmuskel (Musculus risorius) ist dabei kaum beteiligt. Das Anheben der Oberlippe und des Mundwinkels ermöglichen der Oberlippenheber (Musculus levator labii superioris), der Mundwinkelheber (Musculus levator anguli oris) und die Jochbeinmuskeln.